# Стуйло
Стуйло (пол. Stójło) — село в Польщі, у гміні Сенниця-Ружана Красноставського повіту Люблінського воєводства.
Населення — 100 осіб (2011).
У 1975-1998 роках село належало до Холмського воєводства.

## Демографія
Демографічна структура станом на 31 березня 2011 року:
|          | Загалом | Допрацездатний вік | Працездатний вік | Постпрацездатний вік |
| -------- | ------- | ------------------ | ---------------- | -------------------- |
| Чоловіки | 42      | 7                  | 25               | 10                   |
| Жінки    | 58      | 10                 | 28               | 20                   |
| Разом    | 100     | 17                 | 53               | 30                   |